# Sementron
Sementron – miejscowość i gmina we Francji, w regionie Burgundia-Franche-Comté, w departamencie Yonne.
Według danych z 1990 roku, gminę zamieszkiwały 93 osoby, a gęstość zaludnienia wynosiła 8 osób/km² (wśród 2044 gmin Burgundii Sementron plasuje się na 817. miejscu pod względem liczby ludności, natomiast pod względem powierzchni na miejscu 824.).